# Daiphanta fractaria
Daiphanta fractaria là một loài bướm đêm trong họ Geometridae.